# Сичинава, Тенгиз Гивиевич
Тенги́з Ги́виевич Сичина́ва (груз. თენგიზ გივის ძე სიჭინავა; 15 мая 1972, Сухуми — 4 марта 2021) — советский и грузинский футболист, опорный полузащитник и защитник; тренер. Выступал за сборную Грузии.

## Биография

### Клубная карьера
Занимался футболом с 8 лет в секции при сухумском республиканском стадионе. Становился победителем турнира «Кожаный мяч» в составе команды «Амра» (Сухуми).
Начал выступать на взрослом уровне в 1989 году в составе сухумского «Динамо» во второй лиге СССР, сыграл за сезон два матча.
После выхода грузинских команд из чемпионата СССР стал выступать за «Цхуми». За четыре сезона сыграл в чемпионате Грузии 82 матча и забил один гол. Стал вице-чемпионом Грузии сезона 1991/92 и двукратным финалистом Кубка Грузии (1990 и 1991/92).
С 1993 года в течение восьми сезонов играл за «Динамо» (Батуми), провёл 164 матча и забил 13 голов в чемпионате страны. Серебряный (1997/98) и бронзовый (1996/97) призёр чемпионата Грузии, обладатель (1997/98) и финалист (1994/95, 1995/96, 1996/97) Кубка Грузии. Сыграл 10 матчей и забил один гол за батумский клуб в еврокубках. В 1999 и 2000 годах отдавался в аренду в тбилисское «Динамо» и кутаисское «Торпедо» специально под еврокубки, а с началом чемпионата возвращался в Батуми.
В начале 2001 года перешёл в смоленский «Кристалл» вместе с группой грузинских игроков — Звиадом Джеладзе, Теймуразом Гаделия и Завелием Гаганидзе. Летом того же года вместе с Джеладзе перешёл в «Балтику», а в начале 2002 года вернулся в «Кристалл». Всего за два с половиной сезона в первом дивизионе России сыграл 73 матча и забил 5 голов.
В 2003—2004 годах играл в Грузии за «Сиони» и «Локомотив» (Тбилиси). В начале 2005 года перешёл в азербайджанский клуб «Туран» (Товуз), а в начале следующего года — в «МКТ-Араз». Всего в чемпионате Азербайджана сыграл 35 матчей и забил 2 гола. В конце карьеры снова выступал за «Сиони», завершил игровую карьеру в 2007 году.
Всего за карьеру в чемпионатах Грузии сыграл 303 матча и забил 19 голов.
В 2014 году работал главным тренером тбилисского клуба «Гагра».

### Карьера в сборной
Дебютный матч за сборную Грузии сыграл 4 сентября 1999 года против Словении. Всего в 1999—2000 годах провёл за национальную команду 10 матчей, последний матч сыграл 16 августа 2000 года против Ирана.

## Личная жизнь
Женился в 1997 году, супругу зовут Инга. Есть дочь Мариам и сын Георгий.
Являлся дальним родственником советского футболиста Георгия Сичинава.